# Праздник урожая (операция)
«Erntefest» ( бел. «Свята ўраджаю» .рус Праздник урожая) — кодовое название карательной операции немецких оккупационных властей против партизан и населения на территории Гресского, Копыльского, Пуховичского, Слуцкого, Узденского районов Минской области. во время Великой Отечественной войны.
Карательная операция проводилась в январе-феврале 1943 года силами 13-го полицейского полка, батальоном Дирлевангера, 11-м полицейским охранным батальоном, три бригады СД. Фашисты пытались окружить и уничтожить партизанские формирования. Успешным тактическим маневром партизаны вышли из заблокированных районов.
В ходе операции карателями было расстреляно 4325 человек, более 1300 человек отправлено на принудительные работы. Многие деревни были сожжены, в том числе Жаулки (потери 512 человек), Колодезное (потери 196 человек), Масевичи (потери 130 человек), Рулево (потери 22 человека), Копыльский район, Адамово (потери 190 человек), Гондарова, Красная Сторонка (потери 75 человек). ), Лазарев лес, Рудновка, Слуцкий район. Было изъято большое количество крупного рогатого скота, овец, зерна, семян и других материальных ценностей.